# Elisabeth Bardwell
Elisabeth Miller Bardwell (4 de diciembre de 1831, Colrain, Massachusetts-27 de mayo de 1899, Greefield, Massachusetts) fue una astrónoma estadounidense. Se graduó en el Mount Holyoke College en 1866 y continuó allí como profesora hasta su muerte.